# Getreidegasse

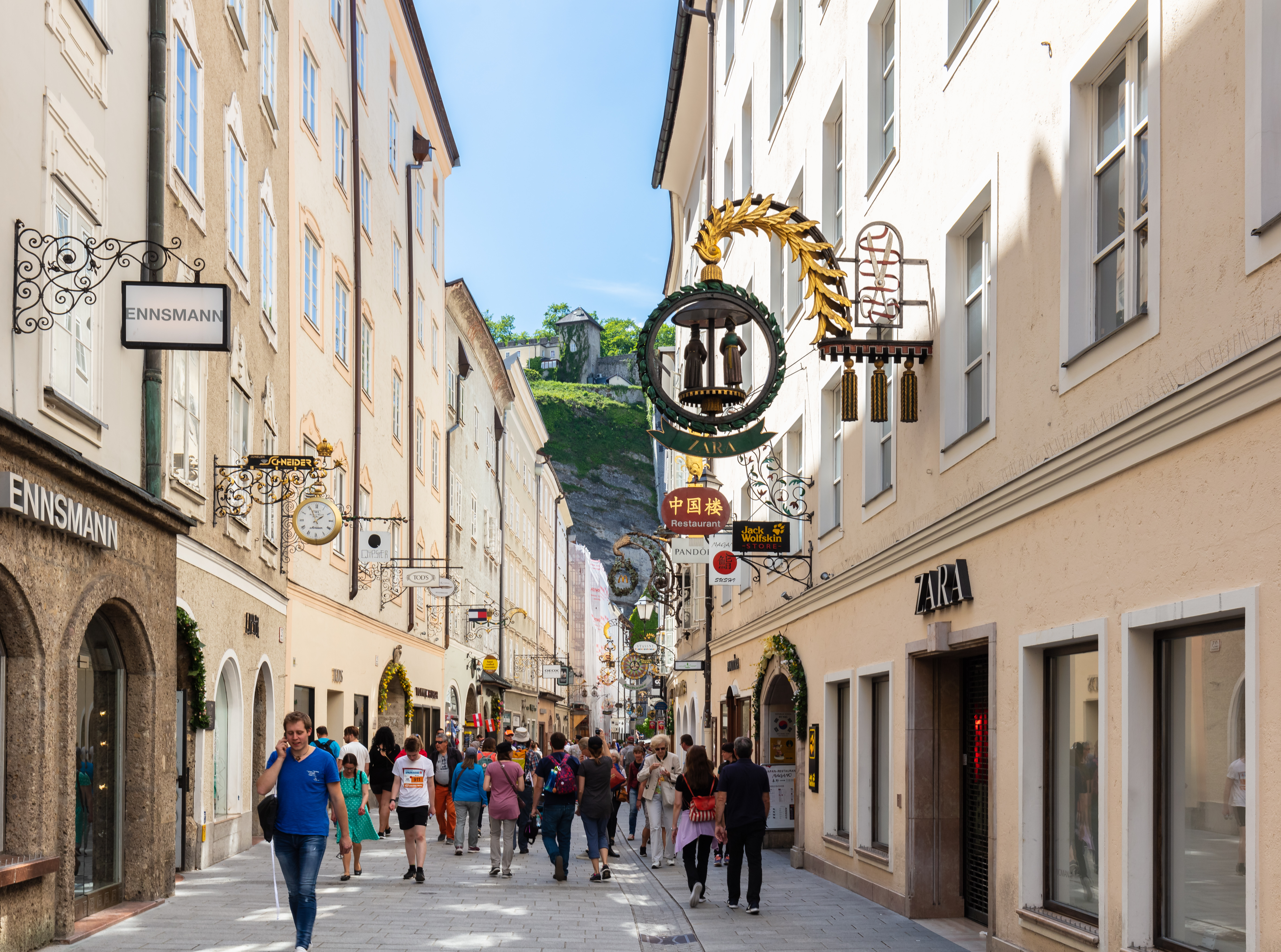
Vista de la calle, una de las más comerciales de Salzburgo.

Getreidegasse es una calle comercial del casco antiguo de Salzburgo, Austria. En esta calle, en el número 9, nació el famoso músico compositor Wolfgang Amadeus Mozart y vivió hasta la edad de 17 años. Originalmente se llamaba Trabegasse, pero cambió varias veces de nombre hasta el actual. 
El nombre Getreidegasse se podría traducir como calle del grano.

## Descripción
La calle posee tiendas con letreros de hierro forjado, a veces en parte durados y que tienen su origen en la Edad Media, en aquella época muchas personas eran analfabetas y necesitaban orientarse por un lenguaje de signos más visual.
Esta calle destaca por sus numerosas galerías y patios interiores. Antiguamente, entre las casas había jardines, pero con el paso del tiempo y para ganar espacio, se fueron construyendo en ellos diversos negocios como talleres, depósitos o departamentos para los criados.

## Galería de imágenes

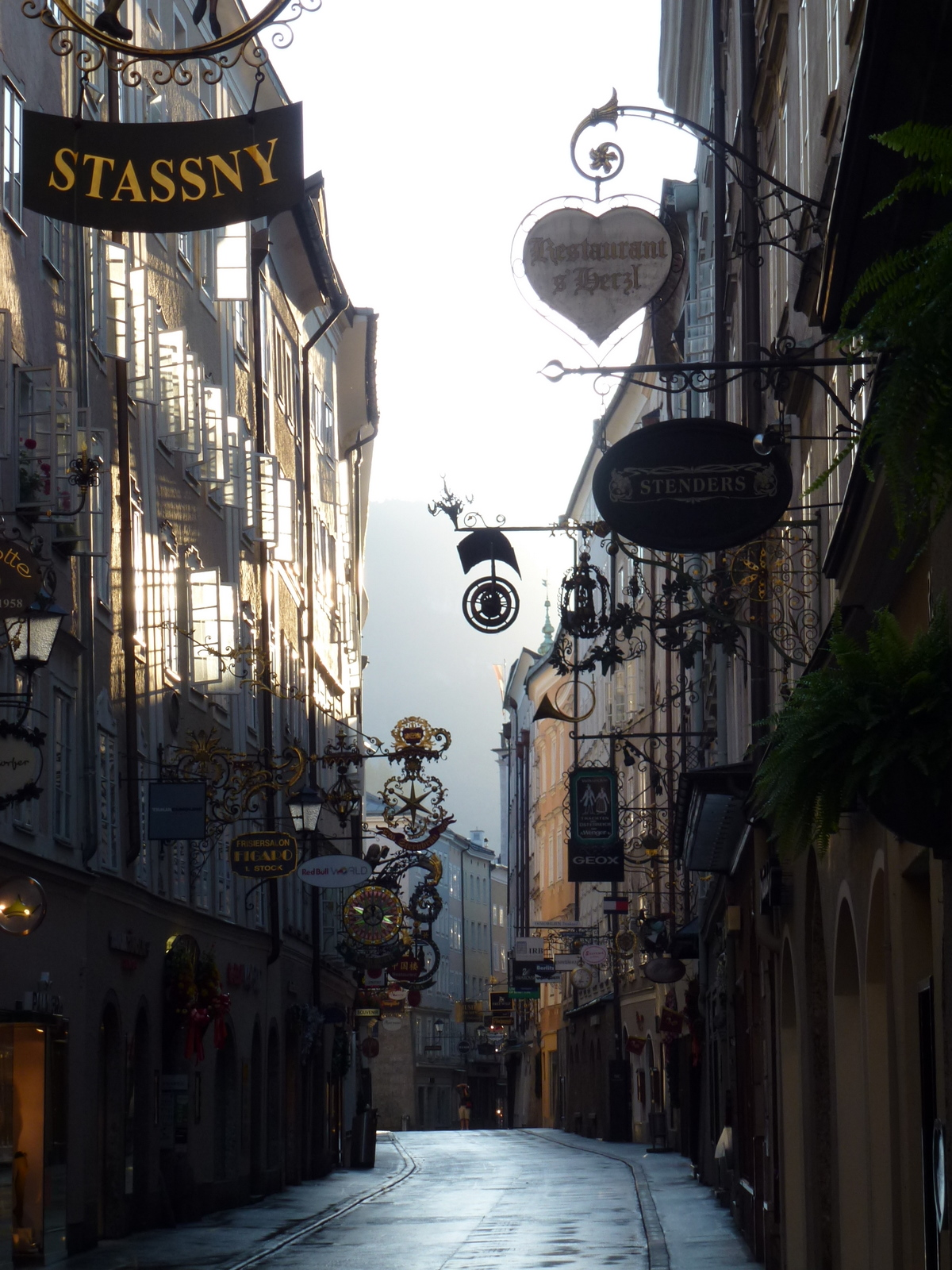
La calle, vacía, por la mañana.
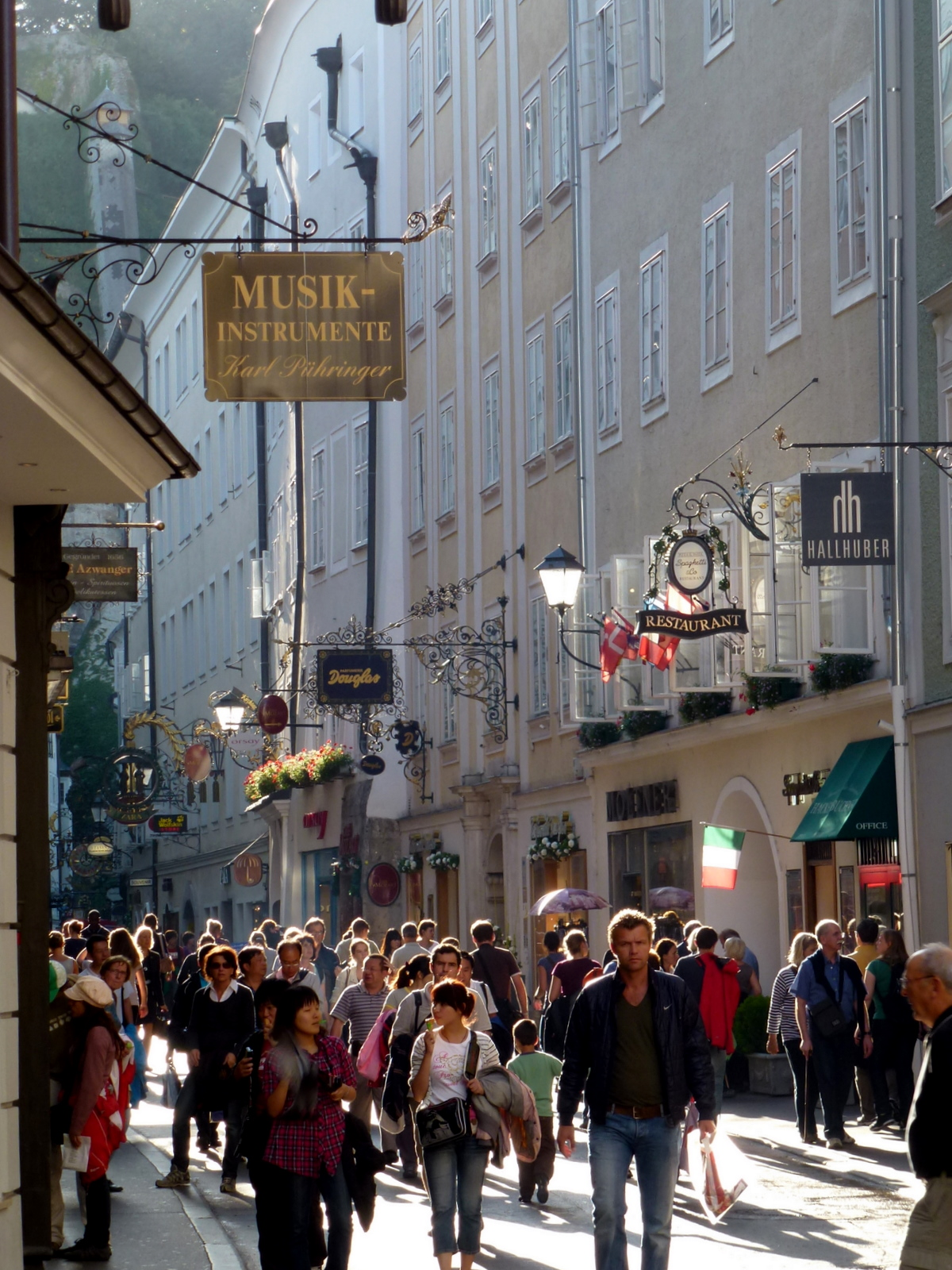
Vista habitual de la calle, con numerosa gente paseando.
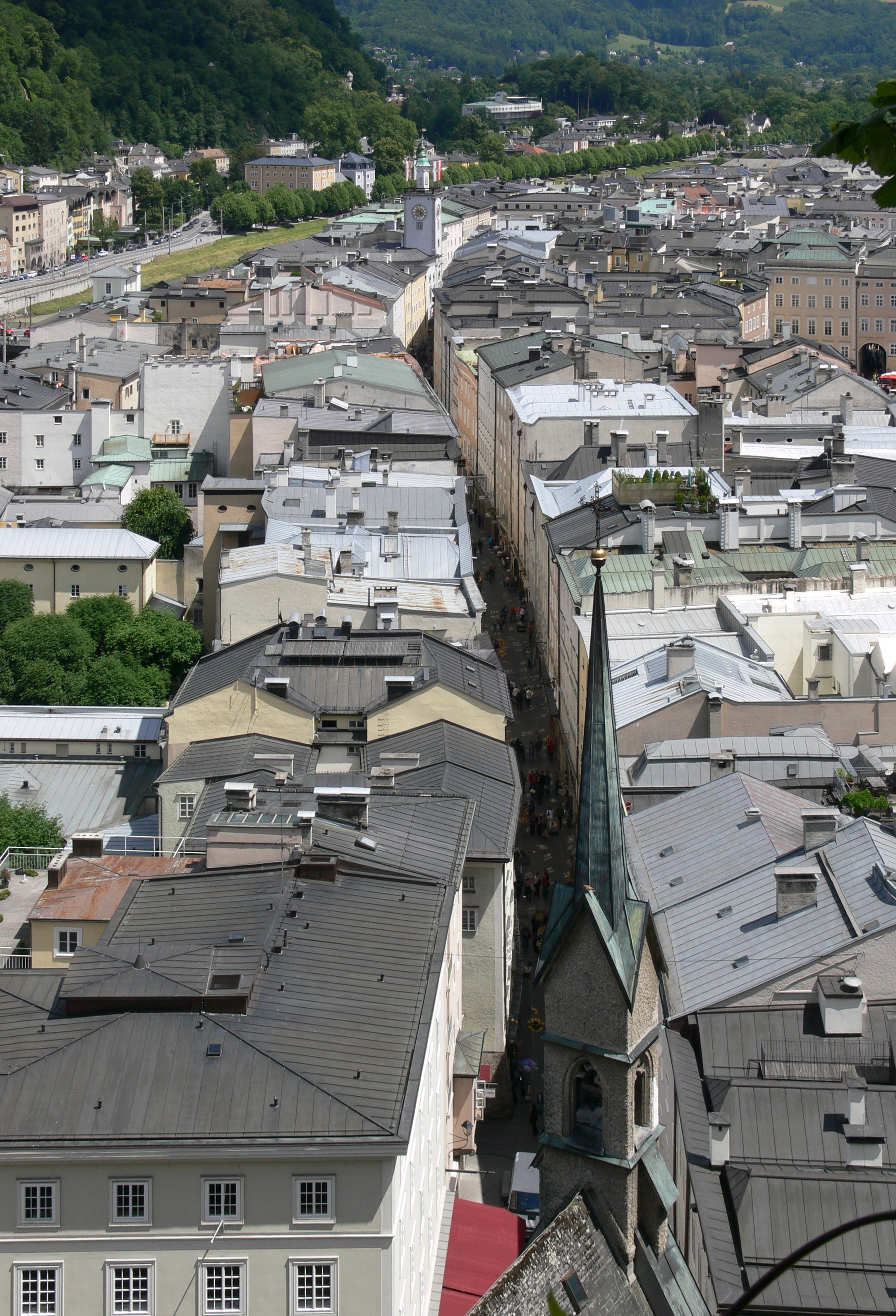
Vista aérea de la calle.
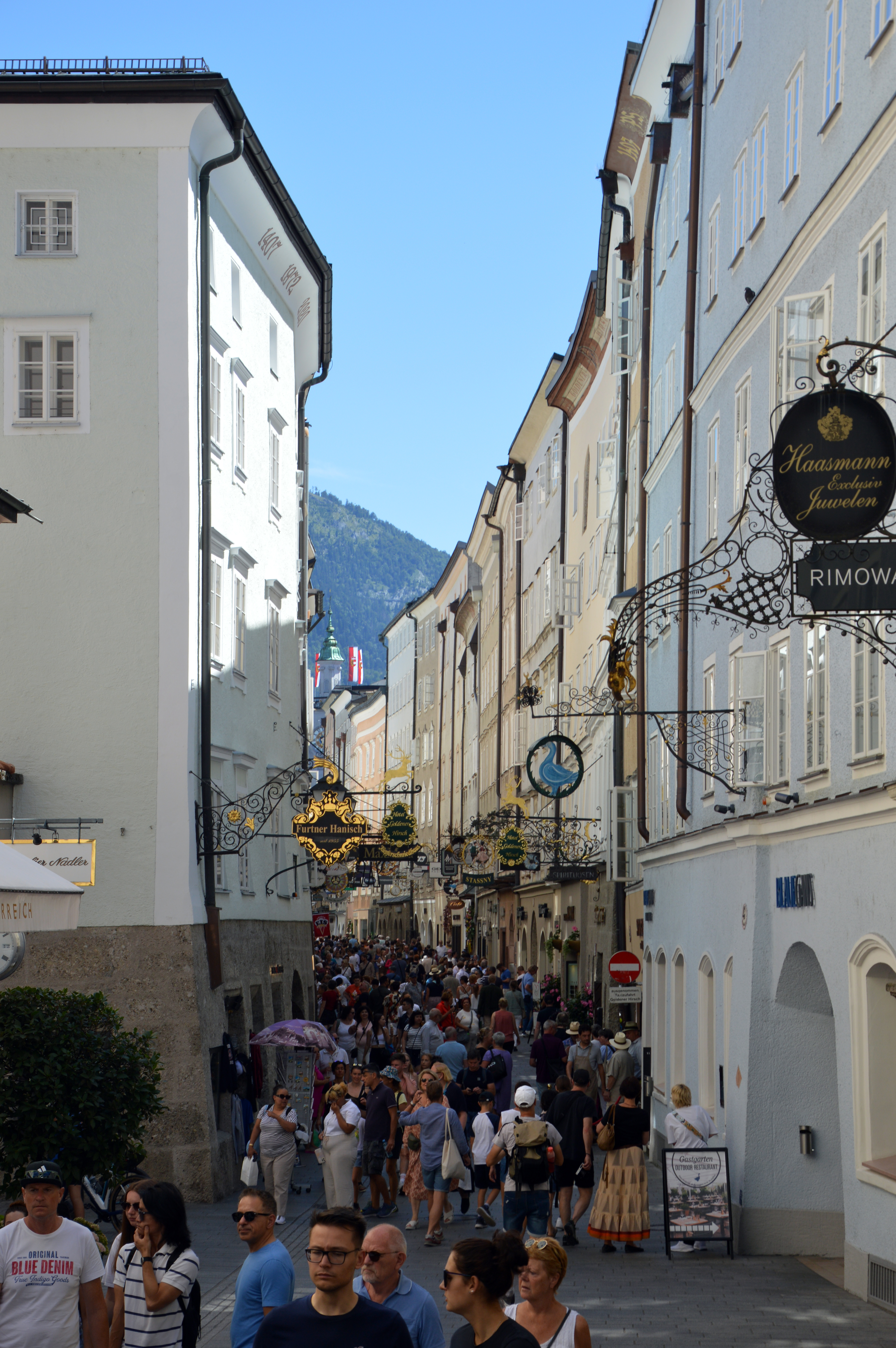
Otra vista de la calle.
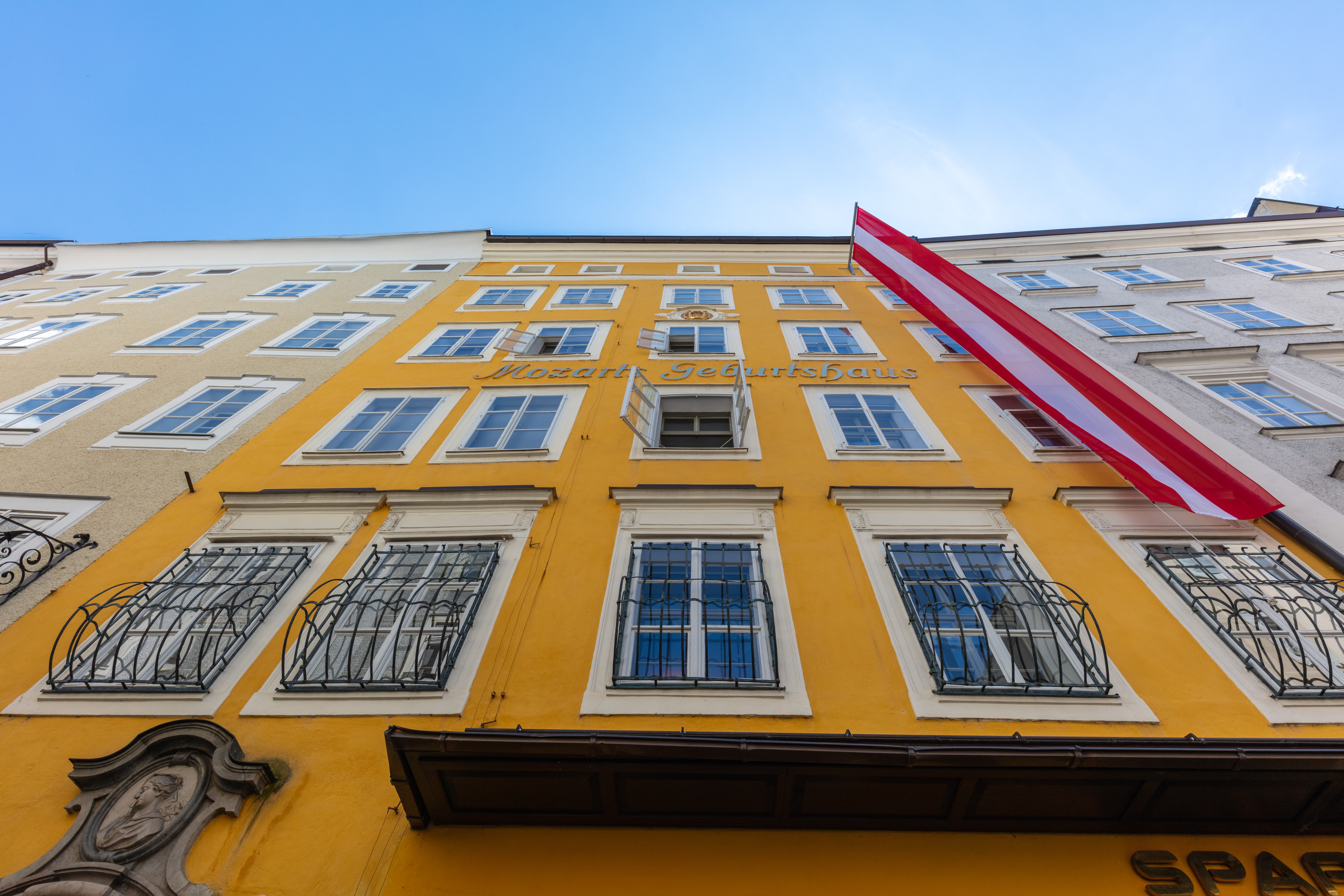
Número 9 de la calle, lugar donde nació y vivió Mozart.
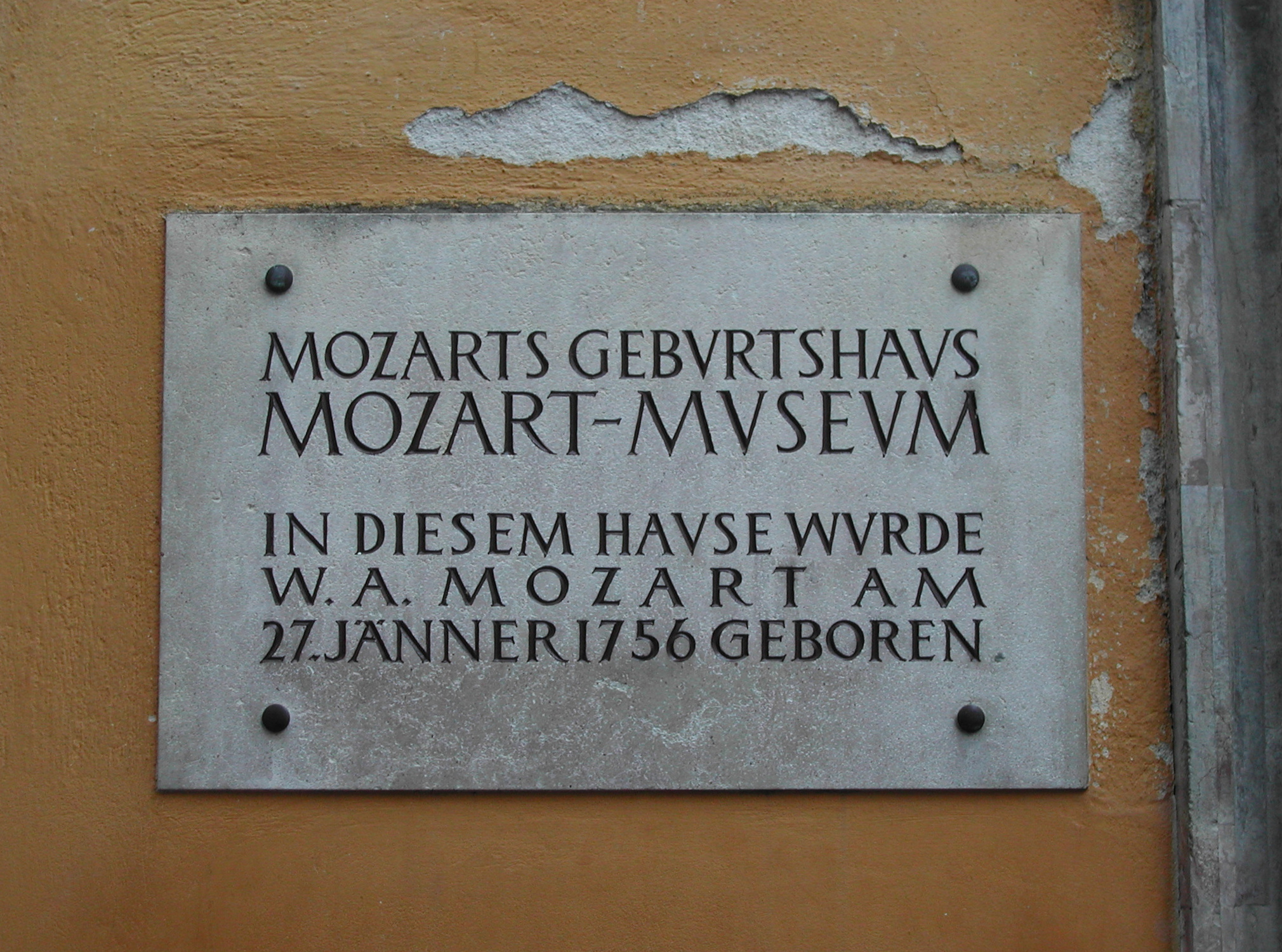
Placa que indica la casa donde nació y vivió Mozart.